# Dřevnovice
Dřevnovice är en ort i Tjeckien.   Den ligger i regionen Olomouc, i den östra delen av landet, 210 km öster om huvudstaden Prag. Dřevnovice ligger 212 meter över havet och antalet invånare är 477.
Terrängen runt Dřevnovice är huvudsakligen platt, men västerut är den kuperad. Dřevnovice ligger nere i en dal. Runt Dřevnovice är det ganska glesbefolkat, med 43 invånare per kvadratkilometer. Närmaste större samhälle är Prostějov, 16,1 km norr om Dřevnovice. Trakten runt Dřevnovice består till största delen av jordbruksmark.